# 今天開始當小學女生P！
《今天開始當小學女生P！》是牛乳乃澪的創作的日本漫畫作品。最初以《今天開始當小學女生》（女子小学生はじめました）為標題，於2012年12月2日起在《NicoNico插畫》上連載，由於有400萬的人氣，再增加修訂版。2014年12月，白泉社於旗下雜誌《Young Animal》開始連載。
於2018年1月29日發售單行本。
一個女子跟一個男子到了30歲依然保持處女（處男），接著便經過一些的巧合，變性并成為女子小學生，接著陷入許多困境，像是沒有內褲就會恢復正常。此外，很多同年齡的女性朋友跟這兩個性轉的女生交談，慢慢成為朋友的故事。在後來發布的書中，除了原來的故事，作者有另外加入新的小劇情修改。
同樣於《Young Animal》連載另一部作品《無邪氣樂園》單行本第8冊中，有與本作合作的漫畫。而本作單行本第3冊卷尾，有漫畫家雨蘭繪畫的漫畫。

## 故事大綱
30歲・童貞的男子在古路林公園休息時，看到在這裡玩的少女們（國小五年級女生）「好想變成他們啊！」這樣就可以自由自在的生活，而就在許下這個逃避現實的願望後，突然出現一謎之妖精，便把男主變成一女子小學生，開始了新的小學生活與冒險。

## 登場人物
夢川露露（日语：／ Yume Kawaruru），聲：高橋李依
本作的主人公。是在黑心公司工作的30歲童貞男子，抱持變成女子小學生的願望，在經由謎之少女的魔法後，變成了露露。但魔法有一個問題，必須要一直補充內褲（套在頭上）才不會變回去，故露露的學校冒險就此展開。而露露原本是普通的小學生，只是因車禍重傷，而為了救她，謎之妖精可羅可便讓男主附身於其身上。
可羅可（日语： Koroko），聲：田中美海
類似犬隻玩偶的妖精。平時幫助露露解決問題。持有類似「眼淚」的寶石掛飾，以夢想的力量作為能量。
莉莉（日语： Riri），聲：鈴木愛奈
露露的摯友，是露露變成小學生後交到的第一個朋友，短髮且給人強勢的感覺。
蘿蘿（日语： Nono），聲：花守由美里
露露的摯友，短髮且給人弱勢的感覺。
成瀨莉可塔（日语：／ Naruse Rikotta），聲：山岡百合
露露所就讀小學的轉學生，頭髮為金色。初次見面便親吻露露，個性很大膽。真實身份為喜歡蘿莉的30歲處女，與露露一樣變身而成。
穂乃（日语：／ Hono），聲：小倉唯
成瀨家中的傭人，受到成瀨影響，是個高度的抖M。
百合川（日语：／ Yurikawa），聲：小倉唯
露露班上的保健委員。曾幫助過露露。

## 出版書籍
| 冊數 | 白泉社         | 白泉社                                   | 東立出版社    | 東立出版社             |
| 冊數 | 發售日期       | ISBN                                     | 發售日期      | ISBN                   |
| ---- | -------------- | ---------------------------------------- | ------------- | ---------------------- |
| 1    | 2014年12月5日  | ISBN 978-4-592-14171-6                   | 2015年9月7日  | ISBN 978-986-431-789-9 |
| 2    | 2015年6月5日   | ISBN 978-4-592-14172-3                   | 2017年4月13日 | ISBN 978-986-431-790-5 |
| 3    | 2015年11月5日  | ISBN 978-4-592-14173-0                   |               |                        |
| 4    | 2016年8月5日   | ISBN 978-4-592-14173-0                   |               |                        |
| 4    | 2016年8月5日   | ISBN 978-4-592-81017-9（官方選集限定版） |               |                        |
| 5    | 2016年12月26日 | ISBN 978-4-592-14175-4                   |               |                        |
| 5    | 2016年12月26日 | ISBN 978-4-592-10569-5（廣播劇CD限定版） |               |                        |
| 6    | 2017年5月29日  | ISBN 978-4-592-14866-1                   |               |                        |
| 6    | 2017年5月29日  | ISBN 978-4-592-10577-0（廣播劇CD限定版） |               |                        |
| 7    | 2018年1月29日  | ISBN 978-4-592-14866-1                   |               |                        |
| 8    | 2018年9月28日  | ISBN 978-4-592-14868-5                   |               |                        |
| 9    | 2019年6月28日  | ISBN 978-4-592-14869-2                   |               |                        |
| 10   | 2019年12月26日 | ISBN 978-4-592-14899-9                   |               |                        |

## 外部連結
- 《今天開始當女子小學生》（页面存档备份，存于）於NicoNico插畫的作品頁 （日語）
- 《今天開始當女子小學生》（页面存档备份，存于）於白泉社的介紹頁 （日語）